# Foxy Teens
Foxy Teens, bildat 1996, är ett slovenskt tjejband. Gruppens karriär pågick först mellan 1996 och 2005. Gruppen  släppte ett flertal album innan den upplöstes. År 2007 bildades gruppen på nytt med nya medlemmar och blev återigen framgångsrik. Den nya gruppen släppte sitt debutalbum Gremo fantje år 2008. Bland deras kändaste låtar finns låten med samma titel, "Gremo fantje", vars tillhörande musikvideo hade fler än en halv miljon visningar på Youtube i mars 2013. De spelade även in låten "Me smo Winx" för Winx Club. Den nya gruppen har alltid bestått av en trio.

## Medlemmar

### Originalmedlemmar
- Gaynor Johnson (medlem mellan 1996 och 2000)
- Tanja Žagar (medlem mellan 1996 och 2005)
- Mirna Reynolds (medlem mellan 1996 och 2005)
- Maja Mauko (medlem mellan 1996 och 2002, samt mellan 2003 och 2005)
- Špela Grošelj (medlem mellan 2002 och 2003)

### Nya gruppen
- Ines (medlem sedan 2007)
- Nika (medlem sedan 2007)
- Tanja (medlem sedan 2012)
- Kim (medlem mellan 2007 och 2010)
- Katja (medlem mellan 2010 och 2012)

## Diskografi

### Album
- 1996 – Ujemi ritem
- 1999 – Naj pada zdaj dež
- 2000 – Moja simpatija
- 2001 – Prva ljubezen
- 2002 – Še enkrat
- 2004 – Best of Foxy Teens
- 2008 – Gremo fantje